# Roberto González Barrera
Roberto González Barrera (* 1. September 1930; † 25. August 2012) war ein mexikanischer Unternehmer.

## Leben
Roberto González Barrera gründete und leitete das mexikanische Unternehmen Gruma. Zudem hielt er bedeutende Anteile an der mexikanischen Bank Banorte. Nach Angaben des US-amerikanischen Forbes Magazin gehörte González Barrera in seinem Todesjahr zu den reichsten Mexikanern.